# Агено (округ)
Агено́ (фр. Haguenau) — колишній округ у Франції, в складі департаменту Нижній Рейн регіону Ельзас. 2015 року Агено ввійшов до новоствореного округу Агено-Віссамбур.

## Склад
Округ включає в себе 3 кантони:
| Кантон            | Площа, км² | Населення, осіб | Рік  | Адміністративний центр | Кількість муніципалітетів |
| ----------------- | ---------- | --------------- | ---- | ---------------------- | ------------------------- |
| Агено             | 275,29     | 49594           | 1999 | Агено                  | 16                        |
| Бішвіллер         | 180,13     | 43762           | 1999 | Бішвіллер              | 21                        |
| Нідербронн-ле-Бен | 210,32     | 27089           | 1999 | Нідербронн-ле-Бен      | 19                        |

## Населені пункти
Найбільші населені пункти округу з населенням понад 5 тисяч осіб:
| Муніципалітет | Населення, осіб | Рік  | Кантон            |
| ------------- | --------------- | ---- | ----------------- |
| Агено         | 35457           | 2006 | Агено             |
| Бішвіллер     | 12898           | 1999 | Бішвіллер         |
| Рейшсоффен    | 5577            | 2007 | Нідербронн-ле-Бен |

| Франція | Це незавершена стаття з географії Франції. Ви можете допомогти проєкту, виправивши або дописавши її. |